# Asobara sarae
Asobara sarae (лат.) — вид паразитических наездников рода Asobara из семейства Braconidae (Alysiinae, Hymenoptera). Название дано в честь Sara Martín González, за помощь в работе. 

## Распространение
Африка: ЮАР.

## Описание
Длина от 2,1 до 2,3 мм, переднее крыло до 2,4 мм. От близких видов (Asobara rufimalawiana) отличается пропорциями тела, особенностями жилкования крыльев. Усики самок не менее чем 21-члениковые (частично повреждены у типовых экземпляров).  Основная окраска тела коричневая. Жвалы крупные, простые, с 3 зубцами. Верхний зубец жвал широкий; средний зубец широкий и короткий; нижний зубец широкий. Передняя тенториальная ямка находится вдали от края глаз. Предположительно паразитируют на представителях отряда двукрылые.

## Систематика
Вид Asobara sarae был впервые описан в 2019 году испанским гименоптерологом Франсиско Хавьером Перис-Фелипо (Francisco Javier Peris-Felipo, University of Valencia, Paterna, Испания) по материалам из Африки.